# 동래 원광사 영산회상도
동래 원광사 영산회상도(東萊 圓光寺 靈山會上圖)는 대한민국 부산광역시 동래구 사직동 원광사에 있는 조선시대의 영산회상도이다. 2008년 12월 16일 부산광역시의 유형문화재 제97호로 지정되었다.

## 개요
본 작품은 화기에 의해 1791년에 제작된 것임을 알 수 있다. 제작에는 편수 영린(永璘), 용안 영수(龍眼 影修)를 비롯해 15인이 참여하였는데, 이들은 18세기 후반 부산·경남·경북 일대를 근거지로 활약한 화사로 알려져 있다.
화면 하단 중간에는 본존 연화대좌 좌우로 가섭과 아난이 시립해 있고, 양쪽 가장 자리로는 무장한 사천왕상이 좌우 2위씩 배치되어 있다. 이들은 모두 해면에서 뻗어 오르는 줄기 위로 만개한 연화좌를 밟고 있는 모습으로, 석가설법도에 해수면이 표현된 사례는 지금까지 본 작품이 유일한 것으로 주목된다.
그리고 도상들의 둥근 신광에 표현된 꽃잎과 어우러진 기하학적 무늬는 대구·경북지역에서 부산·경남지역으로 확산된 문양임을 알 수 있다. 또한 본존, 보살, 천부 권속들이 위로 솟아오르는 연화좌에 앉거나, 답할좌로 채용한 사례는 대개 19세기 경기도, 영남일대에 많이 보이는 사례이나, 18세기 후반에 제작된 본 작품은 그 선두 격에 속하는 것으로 매우 중요한 작품이라 판단된다.
따라서 본 작품은 조선후기 작품으로 화격이 뛰어날 뿐만 아니라, 제작년대가 뚜렷하고 도상과 화풍에 있어서 그 특색을 드러내는 가치 있는 작품이므로 부산광역시 유형문화재로 지정하여 보존하는 것이 바람직할 것으로 판단된다.

## 참고 문헌
- 원광사 영산회상도 - 국가유산청 국가유산포털